# 特伦斯·保罗
特伦斯·保罗（英語：Terrence Paul，1964年9月14日—），加拿大男子赛艇运动员。他曾代表加拿大参加1988年和1992年夏季奥林匹克运动会赛艇比赛，其中1992年奥运会获得一枚金牌。